# Мост Короля Миндаугаса

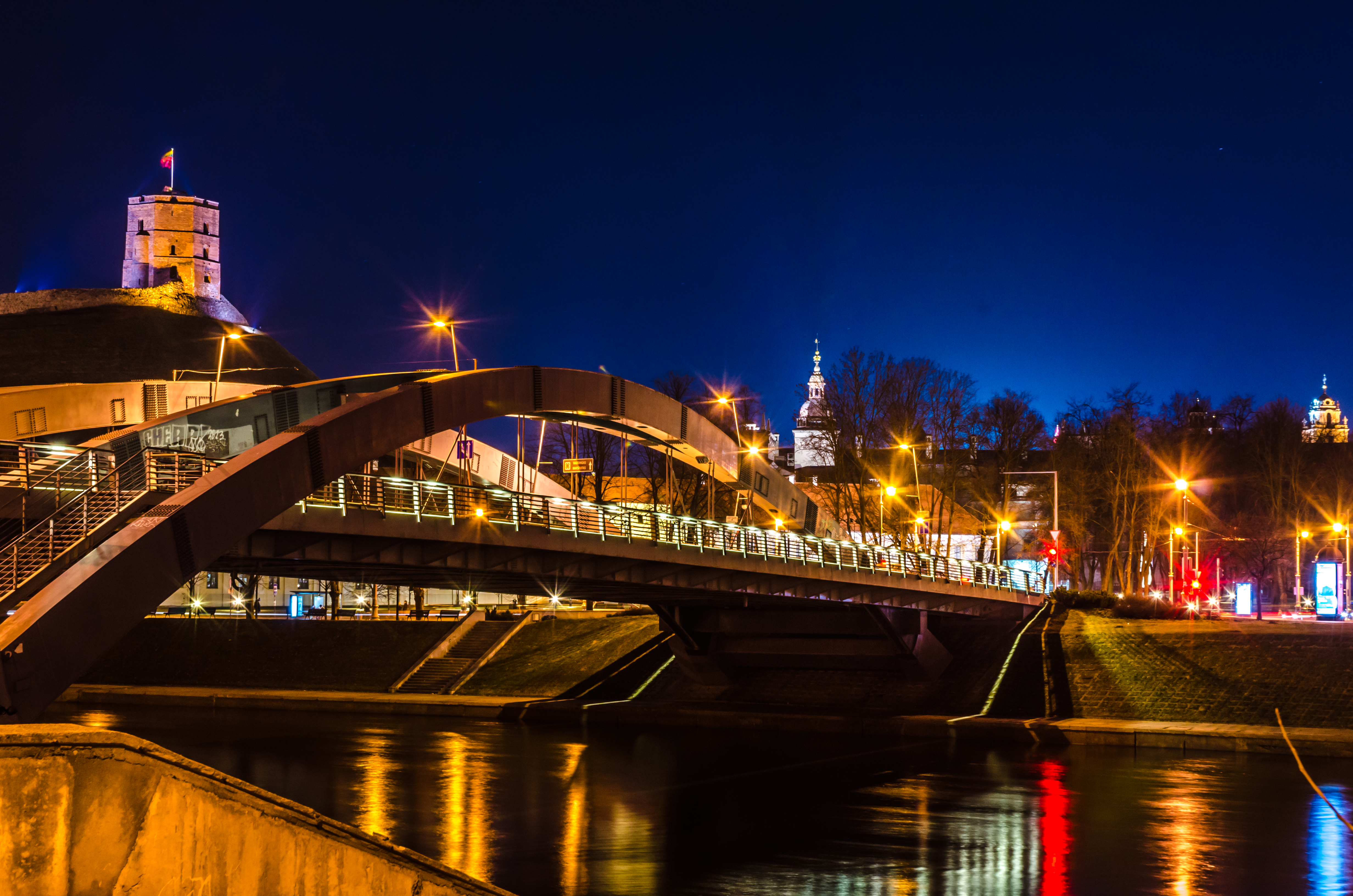

Мост короля́ Ми́ндаугаса (лит. Karaliaus Mindaugo tiltas) — автодорожный металлический арочный мост через реку Нярис в Вильнюсе, Литва. Соединяет Старый город с районом и сянюнией (староством) Жирмунай. 

## Расположение
Расположен в створе улицы Ринктинес, соединяя её с улицей Тадеуша Врублевского. На правом берегу к мосту подходят улицы Шейминишкю и Жирмуну, на левом — улицы Жигиманту и Арсенало. Рядом с мостом расположен Старый город.
Выше по течению находится Жирмунский мост, ниже — Зелёный мост.

## История
Проект был разработан компанией «Kelprojektas», авторы проекта — инженеры Д. Жицкис (лит. D. Žickis), Г. Байорас (лит. G. Bajoras), А. Чибирка (лит. A. Čibirka) и архитектор В. Трейнис (лит. V. Treinys). Строительство моста было начато 7 марта 2002 года. Генподрядчиком была компания «Tilsta», также принимали участие компании «Kauno tiltai» и «Viadukas». Металлоконструкции моста изготовила литовская компания AB «Vilmeta». При проведении земляных работ на левом берегу реки были обнаружены остатки деревянных свай моста, существовавшего на этом месте в XIV веке. Конструкция арки была собрана на правом берегу в течение 4 месяцев и затем при помощи понтонов, электрических лебедок и гидравлических домкратов установлена в русло реки. Торжественное открытие моста состоялось 6 июля 2003 года и было приурочено к 750-летию коронации короля Миндаугаса. В церемонии приняли участие президент В. Адамкус, премьер-министр А. Бразаускас, мэр Вильнюса А. Зуокас. Строительство моста обошлось в сумму около 17 млн литов.

## Конструкция
Мост однопролётный металлический арочный с ездой понизу (проезжая часть расположена на уровне низа пролётного строения). Размер поперечного сечения арок составляет от 1,5 м в центре моста до 1,8 м на опорах; высота арок — 9,5 м. Вес металлоконструкций арки составляет 550 т. Опоры моста монолитные железобетонные на свайном основании (железобетонные сваи длиной 10 м). Проезжая часть моста железобетонная. Мост косой в плане. Подмостовой габарит — 5 м. Длина моста составляет 101 м, ширина моста — 19,75 м (из них ширина проезжей части — 11,25 м и два тротуара по 4,25 м). 
Мост предназначен для движения автотранспорта, велосипедистов и пешеходов. Проезжая часть включает в себя 3 полосы для движения автотранспорта. Покрытие проезжей части — асфальтобетон, тротуаров — лещадная плитка. Тротуары отделены от проезжей части металлическим барьерным ограждением. Перильное ограждение металлическое простого рисунка. На правом берегу устроен лестничный спуск на нижний ярус набережной.